# Gyula Szotyori Nagy
Gyula Szotyori Nagy, madžarski feldmaršal, * 1887, † 1945.